# ذات الرئة الانتهازي
ذات الرئة الانتهازي أو الالتهاب الرئوي الانتهازي (بالإنجليزية: Opportunistic pneumonia) هي مجموعة من أمراض ذات الرئة تصيب مرضى نقص المناعة مثل المصابين بمتلازمة العوز المناعي المكتسب أو الذي يستلمون علاجا كيميائيا لعلاج السرطان.
من أبرز الممراضات المسببة الفيروس مضخم للخلايا والمتكيسة الرئوية الجؤجؤية والمتفطرية الطيرية الجوانية والرشاشيات المعدية والمبيضة المعدية، بالإضافة للمسببات الأخرى التي تصيب الناس العاديين.

## أنظر أيضا
- ذات الرئة متعدد الفصوص